# Tiina Elo
Tiina Elo, född 21 januari 1971 i Helsingfors, är en finländsk politiker (Gröna förbundet). Hon är ledamot av Finlands riksdag sedan 2019.
Elo blev invald i riksdagen i riksdagsvalet 2019 med 4 190 röster från Nylands valkrets.